# Ерика Фонтес
Ерика Фонтес (на португалски: Érica Fontes) е португалска порнографска актриса, режисьор и продуцент на порнографски филми и модел.

## Биография
Родена е на 14 май 1991 г. в Лисабон, Португалия.
Започва кариерата си в порнографската индустрия през 2009 г., една седмица след като навършва 18-годишна възраст. Дебютният ѝ филм е португалската продукция „Diário Sexual de Maria“.
През 2013 г. печели наградата на XBIZ за чуждестранна изпълнителка на годината. Същата година публикува своята автобиографична книга, наречена „De Corpo e Alma“ (на английски: Of Body and Soul), (на български: На тялото и душата). Книгата е с издания на португалски език и на английски език.
В края на 2013 г. е обявено, че Ерика Фонтес е най-търсената личност през годината в световната интернет търсачка Гугъл на територията на Португалия изпреварвайки Кристиано Роналдо, Ким Кардашян и други.
Създава своя собствена компания за продуциране на порнофилми, като започва да се занимава и с режисура на филмите, които продуцира.
През 2014 г. дефилира като модел при представянето на колекцията пролет/лято 2016 на дизайнера Дино Алвеш по време на Лисабонската седмица на модата.
Живее в Лисабон. Омъжена е за порноактьора Анжело Феро. Говори португалски, английски и испански език.

## Награди
| Година | Церемония    | Резултат  | Категория                             | Филм |
| ------ | ------------ | --------- | ------------------------------------- | ---- |
| 2013   | XBIZ награда | Носителка | Чуждестранна изпълнителка на годината |      |
| 2014   | XBIZ награда | Номинация | Чуждестранна изпълнителка на годината |      |
| 2015   | XBIZ награда | Номинация | Чуждестранна изпълнителка на годината |      |
| 2016   | XBIZ награда | Номинация | Чуждестранна изпълнителка на годината |      |